# Fiamme

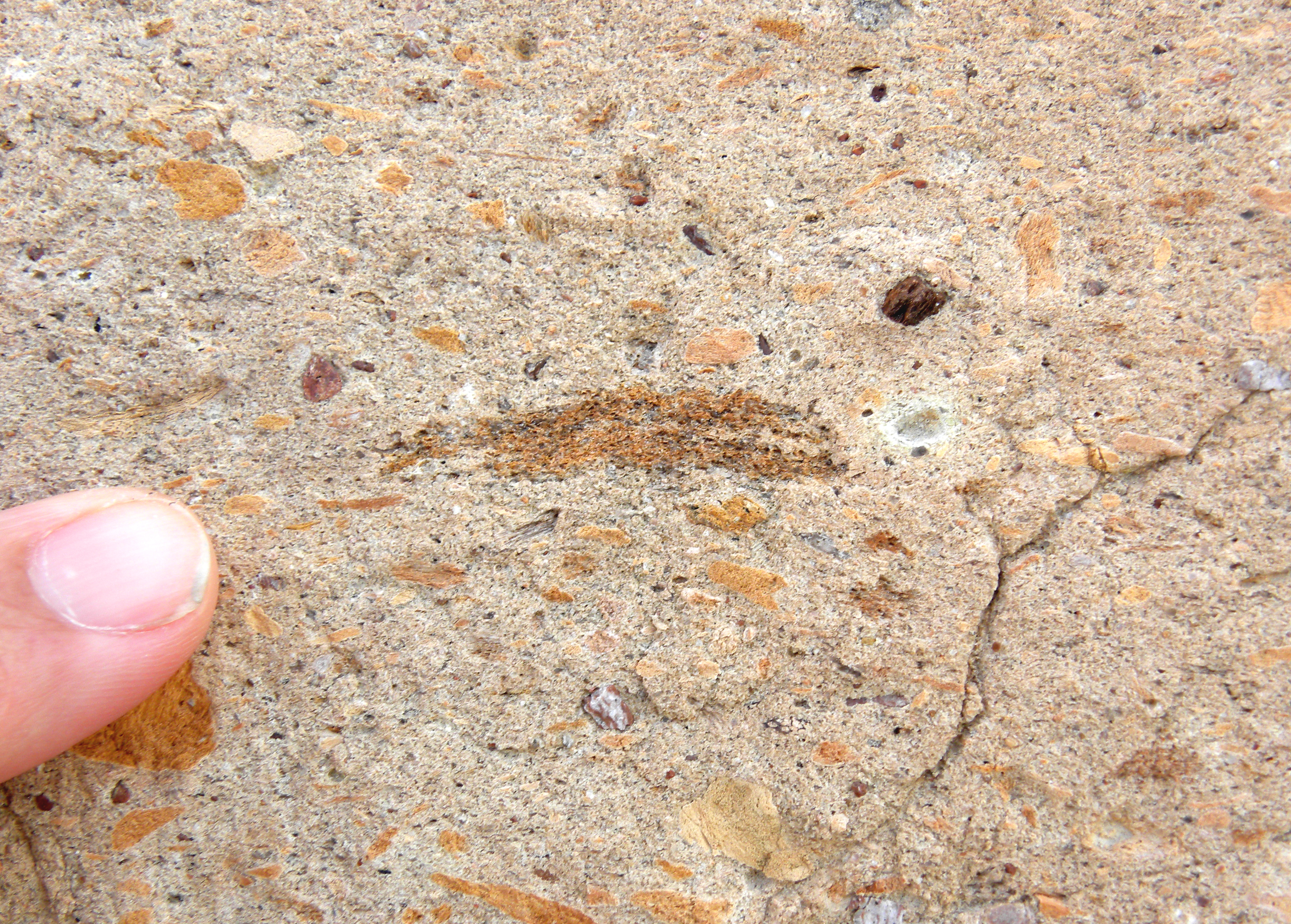
Fiamme num tufo de Resting Spring, perto de Shoshone, Califórnia.

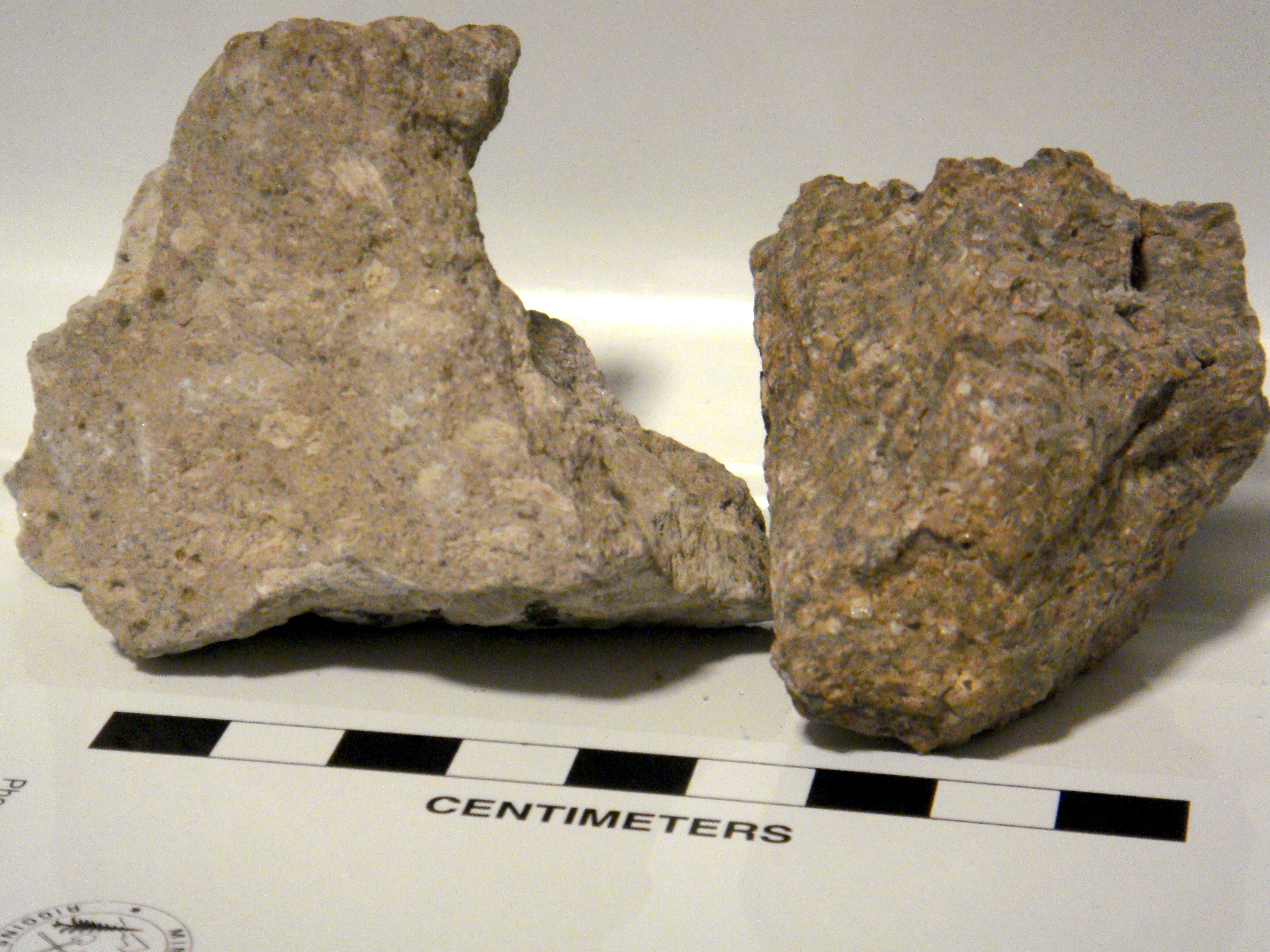
Rochas do Bishop tuff, não comprimidas com púmice à esquerda; comprimidas com fiamme à direita.

Fiamme é a designação dada em vulcanologia e petrologia a formas lenticulares, geralmente com milímetros a centímetros de tamanho, observadas na superfície de algumas rochas vulcaniclásticas. Estas estruturas ocorrem em depósitos de queda piroclástica soldada e em ignimbritos, geralmente em resultado do depósito de pedra-pomes a partir de correntes de densidade piroclástica. O nome fiamme vem da palavra italiana para chamas, descrevendo a sua forma. O termo é descritivo e não tem significado genético.

## Descrição
Os fiamme são mais típicos de tufos soldados de lapilli e são normalmente encontrados em associação com textura eutaxítica, sendo melhor observados ao microscópio petrográfico.
Alguns fiamme resultam de fragmentos de ejecta vulcânicos, frequentemente lapilli de pedra-pomes que foram achatados por uma combinação de compactação e cisalhamento. Alguns fiamme são formados a partir de fragmentos achatados de vidro vulcânico ou pedra-pomes, quentes, de viscosidade relativamente baixa e de elevada porosidade. Mas esta não é a única maneira de se formarem, pois também se podem formar quando os lapilli de pedra-pomes são alterados para argila e compactados durante os processos de diagénese.
Os fiamme também são amplamente relatados em lavas viscosas (andesitos a riolitos), onde se formam por autobrechiação induzida por cisalhamento de materiais pomíticos ou ricos em obsidiana, seguida de cisalhamento e recozimento dos fragmentos.  O fiamme pode também resultar da alteração irregular e da recristalização de rochas vulcânicas, ou da revesiculação irregular da matriz de tufos soldados  (especialmente em ignimbritos resultantes de fluxos reomórficos de tufos peralcalinos).